# Ana Luiza Koehler
Ana Luiza Koehler (Porto Alegre, 12 de mayo de 1977) es una historietista y arquitecta brasileña. Tiene una Maestría en Arquitectura de la Universidad Federal de Río Grande del Sur y ha trabajado con ilustraciones desde 1993, principalmente con editoriales del mercado de cómics franco-belga.
Su primer trabajo fue para la editorial europea Éditions Daniel Maghen en 2009, como responsable del arte de los dos volúmenes de la novela gráfica Awrah, escrita por Fuat Erkol y Christian Simon. Koehler también ha trabajado para editoriales como Soleil Productions, Fauvard y DC Comics, entre otros, y ha creado ilustraciones científicas de Arqueología e Historia.
En 2015 fue comisario del Festival Internacional de Quadrinhos, el festival de cómics más tradicional de Brasil. En el mismo año, publicó en Brasil la novela gráfica independiente Beco do Rosário, que habla sobre la modernización de Porto Alegre en la década de 1920 y cuenta la historia ficticia de Vitória, una joven que vive en el área de Beco do Rosário y que sueña con ser periodista. Los dibujos fueron hechos con pluma y acuarela. El trabajo fue desarrollado en paralelo a la tesis de maestría de Koehler, cuyo tema fueron los cambios urbanos de la región de Beco do Rosário.
En 2016, Koehler ganó el Troféu HQ Mix, el premio más importante del cómic brasileño, en la categoría "mejor publicación independiente de autor" por su novela gráfica Beco do Rosario. Una exposición de arte sobre este libro, realizada en Galeria Hipotética, en Porto Alegre, con páginas originales, fotos de 1920 y estudios de personajes y paisajes, también ganó el premio en el mismo año en la categoría "mejor exposición".